# 上切爾泰茹鄉
上切爾泰茹鄉（羅馬尼亞語：Comuna Certeju de Sus, Hunedoara），是位於羅馬尼亞西部的鄉份，由胡內多阿拉縣負責管轄，面積87平方公里，海拔高度454米，2007年人口3,327，人口密度每平方公里38人。